# Heribert Faßbender

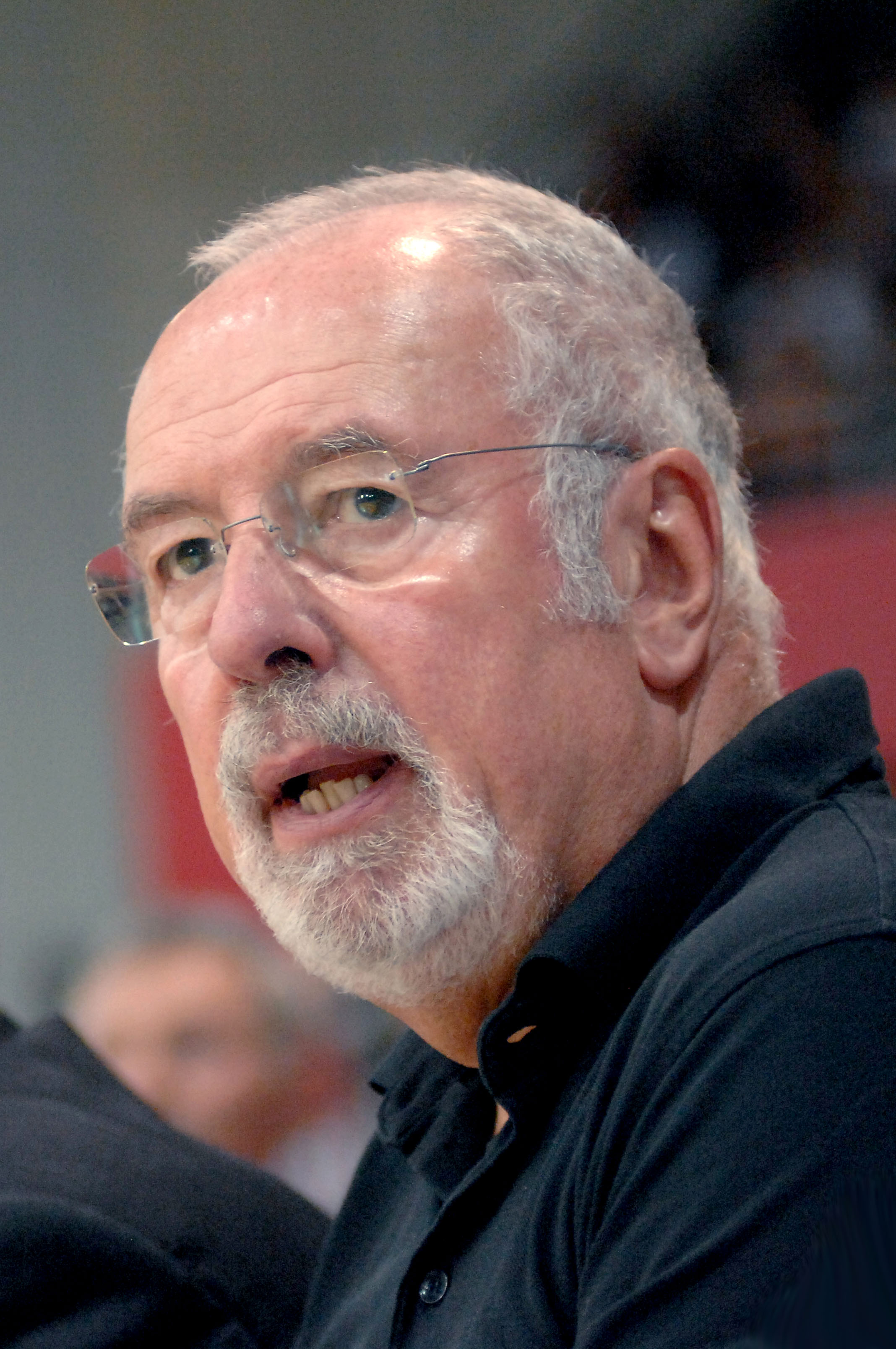
Heribert Faßbender (Juni 2009)

Heribert Faßbender (* 30. Mai 1941 in Ratingen) ist ein deutscher Sportjournalist. TV-Übertragungen begann er stets unverkennbar mit dem Satz ’n Abend allerseits („Guten Abend allerseits“), der durch ihn Kult wurde.

## Leben und Beruf
Faßbender wuchs in Ratingen auf und legte Anfang März 1960 sein Abitur am Theodor-Heuss-Gymnasium (heute Carl Friedrich von Weizsäcker-Gymnasium) ab. Er studierte in München und Köln Rechtswissenschaften. Ab 1963 arbeitete er zunächst für den Hörfunk des Westdeutschen Rundfunks und berichtete von Spielen der neu gegründeten Fußball-Bundesliga sowie von anderen Sportereignissen. Außerdem moderierte er das Mittagsmagazin des WDR-Radios und die Sendung Mittwochs in … im WDR-Fernsehprogramm. Er trat auch als Moderator in der ARD-Unterhaltungssendung Spiel ohne Grenzen auf.
Faßbender leitete zwischen 1979 und 1982 das Düsseldorfer Funkhaus des WDR. Daneben moderierte er die Politiksendung Blickpunkt Düsseldorf. Von 1982 bis zu seiner Pensionierung am 30. September 2006 war er Leiter der Programmgruppe Sport beim WDR-Fernsehen und verantwortlich für die ARD-Sportschau, die er 20 Jahre moderierte.
Als Sportreporter berichtete Faßbender von neun Olympischen Spielen sowie acht Fußball-Weltmeisterschaften und kommentierte unzählige Fußballspiele.
Er kommentierte im Hörfunk die Fußballweltmeisterschaftsendspiele 1974 (zusammen mit Oskar Klose) und 1978 und im Fernsehen das Finale 1998. Dazu kamen die Europameisterschaftsfinale 1976 (zusammen mit Eberhard Stanjek) und 1980 im Hörfunk und im Fernsehen 1984 und 1992. Bereits beim Endspiel der Fußball-Weltmeisterschaft 1966 in England war Heribert Faßbender als Hörfunkmitarbeiter mit dabei und saß im Stadion schräg hinter dem damaligen Radio-Journalisten Herbert Zimmermann, der durch seine Radioreportage des Endspiels der Fußball-Weltmeisterschaft 1954 berühmt wurde und beim Finale in Wembley 1966 sein letztes Spiel kommentierte.
Seit 2000 ist Faßbender Mitglied des Kuratoriums der Sportstiftung NRW und seit 2001 Träger des Verdienstordens des Landes Nordrhein-Westfalen. Von 2002 bis 2016 war Faßbender Präsident des Verbandes Westdeutscher Sportjournalisten (VWS). Faßbender hatte eine Nebenrolle als Außenreporter im Fernsehfilm Das Millionenspiel von Tom Toelle und Wolfgang Menge.
Seit dem 1. März 2007 ist er Mitglied des Gesellschafterausschusses der Bayer 04 Fußball GmbH.
Faßbender ist verheiratet. Seine Ehefrau Uta war bis Sommer 2010 Schulamtsdirektorin im Rheinisch-Bergischen Kreis. Die Eheleute Faßbender leben in Leverkusen-Lützenkirchen.

## Auszeichnungen
- World Sports Award der Österreichischen Turn- und Sportunion 1990
- Goldenes Mikrophon nach Publikumsumfrage der Programmzeitschrift Hörzu 1978
- Verdienstorden des Landes Nordrhein-Westfalen (2001)

## Werke
Herausgeber dieser Sportbücher:
- Die deutsche WM-Geschichte. Fußballweltmeisterschaften 1930 bis heute. Delius Klasing, Bielefeld 2006, ISBN 3-7688-1770-9.
- Das Sporttagebuch des 20. Jahrhunderts, ECON Düsseldorf 1984
- Olympische Spiele 1992, Falken Niedernhausen 1992
- Fußballjahrbücher 1990/91/92/93/94/95, alle Falken Niedernhausen.